# Юный разведчик
«Ю́ный разве́дчик» (англ. Scouting for Boys — «ска́утинг для ма́льчиков») — книга о скаутинге, изданная Ро́бертом Ба́ден-Па́уэллом в 1908 году в Лондоне. Книга занимает четвёртое место в списке бестселлеров XX века.
В 1906—1908 годах Баден-Пауэлл досконально изучал произведения Песталоцци, Эпиктета, Тита Ливия, анализировал опыт воспитания спартанцев, племён Африки, японских самураев, традиции британских и ирландских народов. Всё это делалось им с целью написания книги «Скаутинг для мальчиков» (Scouting for Boys). Также он добавил в неё свой опыт разведчика и солдата. Многие идеи произведения взяты из книги Се́тона-То́мпсона для скаутов. Книга Баден-Пауэлла была написана намеренно в лёгкой форме, как беседы у костра.
Перед её изданием Баден-Пауэлл проверил свою теорию на практике. Для этого он собрал 22 мальчика и провёл с ними летом 1907 года 8 дней в палаточном лагере на острове Браунси недалеко от южного побережья Англии (графство Дорсет). Детей разделили на 5 патрулей, каждый из которых возглавлял вожатый.
В январе 1908 года книга Scouting for Boys вышла шестью отдельными тетрадями (частями) по конкретным темам-беседам: «Закон скаутов», «Выслеживание», «Комфорт в лагере», «Как стать сильным», «Благородство рыцырей», «Как поступать при несчастных случаях», «Трезвость», «Как строить мосты».
Книгу неоднократно переиздавали и перевели на многие языки. Общий тираж изданных с 1908 года экземпляров оценивают в 100—150 миллионов.
На русском языке 1-е издание книги было опубликовано под названием «Юный разведчик» в 1910 году в Санкт-Петербурге, а 4-е издание в переработке И. Н. Жукова — в 1918 году в Петрограде.

## Содержание русского перевода
Глава I: Искусство развѣдчика (Scoutcraft hints to instructors).
Глава II: Выслѣживанiе (Campaigning).
Глава III: Познанiе природы и животныхъ (Camp life).
Глава IV: Жизнь въ лагерѣ (Tracking).
Глава V: Походная жизнь (Woodcraft).
Глава VI: Выносливость у развѣдчиковъ или какъ сдѣлаться сильнымъ (Endurance for scouts).
Глава VII: Благородство рыцарей (Chivalry of the knights).
Глава VIII: Спасенiе жизни или какъ поступать при несчастныхъ случаяхъ (Saving life).
Глава IX: Патрiотизмъ или нашъ гражданскiй долгъ (Our duties as citizens).
Глава X: Примѣчанiя инструкторамъ. (Главы 10 нет в книге Бадена-Пауэлла. В 3-м издании заменена на главу «Приложения» с добавлением сведений о русской организации.)

## Издания
- Robert Baden-Powell, Scouting For Boys. 1908
- Lord Baden-Powell of Gilwell — Founder of the Boy Scout Movement, Scouting For Boys — A Handbook for Instruction in Good Citizenship Through Woodcraft
- Баденъ-Пауль, Юный развѣдчикъ. 1910
- Баден-Пауль. Юный разведчик. — 3-е изд., вновь проред., с добавл. сведений о рус. организации. — Петроград: т-во В.А. Березовский, 1916. — VIII, 334 с. : ил.; 24. с.